# Czwarty król (film 1985)
Czwarty król – amerykański telewizyjny film familijny z 1985 roku. Film jest adaptacją opowiadania Henry'ego van Dyke bazującego na biblijnej historii o trzech królach.

## Treść
Artaban, żyjący w czasach biblijnych zamożny perski uczony, nieustannie obserwuje gwiazdy. Pewnego dnia odkrywa, że na Ziemię przyszedł Zbawiciel. Sprzedaje swój majątek i udaje się na poszukiwanie Mesjasza wioząc bogate dary. Podczas wędrówki w stronę Izraela liczy na to, że dogoni trzech innych mędrców, którzy także zmierzają w tę stronę. Ponieważ mu się to nie udaje podróżuje samotnie.

## Obsada
- Martin Sheen - Artaban
- Adam Arkin - Józef
- Eileen Brennan - Judyta
- Ralph Bellamy - Abgarus
- Richard Libertini - Tigranes
- Lance Kerwin - Passhur
- Harold Gould - Rabbi
- Alan Arkin - Orontes
- Greg Mullavey - Rhodespes
- James Farentino - Jezus (głos)
- Ramon Estevez - Ekron